# Transportgeschwader 5
Transportgeschwader 5 (dobesedno slovensko: Transportni polk 5; kratica TG 5) je bil transportni letalski polk (Geschwader) v sestavi nemške Luftwaffe med drugo svetovno vojno.

## Organizacija
- štab
- I. skupina
- II. skupina
- III. skupina

## Vodstvo polka
Poveljniki polka (Geschwaderkommodore)
- Polkovnik Gustav Damm: maj 1943
- Polkovnik Guido Neundlinger: 1944